# Autotrónica
Autotrónica es una rama de la ingeniería automotriz que integra la electrónica, la mecatrónica y la informática en el diseño, diagnóstico, control y optimización de los sistemas automotrices modernos. Su nombre proviene de la combinación de las palabras automóvil y electrónica, y representa el conjunto de tecnologías aplicadas a los vehículos para mejorar su funcionamiento, seguridad, eficiencia y confort.

### Historia
El desarrollo de la autotrónica comenzó a consolidarse en las últimas décadas del siglo XX, cuando los vehículos empezaron a incorporar sistemas electrónicos más complejos como unidades de control electrónico (ECU), sensores y actuadores. La necesidad de cumplir normativas ambientales, mejorar el consumo de combustible y aumentar la seguridad llevó a una progresiva automatización del automóvil.

### Áreas de aplicación
Los especialistas en autotrónica trabajan en áreas como:
- Sistemas de inyección electrónica de combustible
- Sistemas de encendido electrónico
- Control de emisiones (EGR, EVAP, catalizadores)
- Diagnóstico a bordo (OBD, OBD-II, protocolos CAN)
- Instrumentación electrónica y sensores
- Control electrónico de transmisiones
- Sistemas de asistencia al conductor (ADAS)
- Electromovilidad y vehículos híbridos/eléctricos[3]

### Formación académica
La autotrónica es una especialidad común en carreras de ingeniería mecatrónica, mecánica automotriz y tecnologías del transporte. Muchos institutos técnicos y universidades ofrecen asignaturas o diplomados enfocados en el diagnóstico electrónico, gestión de motores, sistemas CAN y protocolos de comunicación vehicular.

### Relevancia actual
Con la evolución hacia la electrificación y automatización de los vehículos, la autotrónica se ha convertido en un campo clave para el desarrollo de tecnologías como los vehículos autónomos, la conectividad inteligente y los sistemas de eficiencia energética.